# كولن هاريسون (متسابق يخت)
كولن هاريسون (بالإنجليزية: Colin Harrison)‏ هو متسابق يخت أسترالي، ولد في 20 فبراير 1961.

## وصلات خارجية
- كولن هاريسون على موقع الاتحاد الدولي للملاحة الشراعية (موقع جديد) (الإنجليزية)
- كولن هاريسون على موقع الاتحاد الدولي للملاحة الشراعية (موقع قديم) (الإنجليزية)
- كولن هاريسون على موقع Paralympic.org (الإنجليزية)
- كولن هاريسون على موقع اللجنة البارالمبية الأسترالية (الإنجليزية)